# USS Grenadier (SS-210)
Pour les autres navires du même nom, voir USS Grenadier.
L'USS Grenadier (SS-210) est un sous-marin de la classe Tambor en service dans la marine des États-Unis pendant la Seconde Guerre mondiale. Il est le premier navire de la marine américaine à porter le nom du poisson grenadier, parent de la morue très commun dans les habitats bathyaux et abyssaux.
Commandé le 1er juillet 1939, sa quille est posée le 2 avril 1940 au chantier naval Portsmouth Navy Yard à Kittery, dans le Maine. Il est lancé le 29 novembre 1940 ; parrainée par Mme Virginia E. Anderson (épouse du contre-amiral Walter Stratton Anderson (en), directeur du renseignement naval), et mis en service le 1er mai 1941 sous le commandement du lieutenant commander Allen R. Joyc.

## Historique
Le 20 juin 1941 le Grenadier participe à la recherche de l'USS O-9, qui n'avait pas refait surface après une plongée d'essai, et est présent deux jours plus tard lors d'exercices commémoratifs menés à l'endroit où a disparu l'O-9 et son équipage. Après un essai dans la mer des Caraïbes, le Grenadier retourne à Portsmouth le 5 novembre pour un carénage. Moins de trois semaines après l'attaque japonaise sur Pearl Harbor, il s'embarque pour le Pacifique pour rejoindre la flotte sous-marine.
Le 4 février 1942, il appareille de Pearl Harbor pour sa première patrouille de guerre à travers l'océan Pacifique pour patrouiller au large de Honshū. Malgré le repérage de plusieurs navires, aucun n'est coulé. Le 23 mars 1942, sa patrouille s'achève lorsqu'il retourne à Pearl Harbor.
Le 12 avril 1942, il quitte Pearl Harbor pour sa deuxième patrouille de guerre sous le commandement du lieutenant commander Willis Lent pour surveiller les voies de navigation entre Shanghai à Yokohama et Nagasaki à Formose. Le 8 mai 1942, il torpille et coule le paquebot Taiyō Maru (en).
Le 25 mai 1942, le Grenadier est détourné de sa zone de patrouille vers les îles Midway pour faire partie de la ligne de patrouille sous-marine soutenant les forces navales pendant la bataille de Midway. Par la suite, il patrouille dans la région de Truk et observe un trafic maritime intense. Bien qu'ayant repéré 28 navires japonais, les avions ennemis entravent toutes les attaques et mettent fin à la patrouille lorsqu'il atteint Fremantle, en Australie.
Du 13 octobre au 10 décembre s'étale sa quatrième patrouille de guerre le long de la barrière malaise. Le 12 novembre, il attaque et torpille le remorqueur de sauvetage Hokkai Maru au large des côtes du Vietnam. Après avoir posé un champ de mines au large de Haïphong, il lance une attaque infructueuse contre un gros cargo. Au cours de la forte charge en profondeur qui a suivi, de l'eau de mer s'infiltre dans les batteries ; l'équipage du Grenadier a souffert de maux de tête et de nausées à cause d'un empoisonnement au chlore gazeux pendant le reste de la patrouille. Le 20 novembre, le Grenadier repère le porte-avions Ryūjō, escorté par un croiseur et un destroyer, se dirigeant vers le détroit de Makassar, mais est trop éloigné pour tirer. Le Grenadier fait surface pour indiquer par radio l'emplacement du porte-avions dans l'espoir qu'un autre sous-marin puisse attaquer, puis met le cap sur Fremantle, mettant fin à la patrouille le 10 décembre 1942.
Sous le commandement de Willis Lent, entre le 1er janvier 1943 et le 20 février 1943, lui apporte des résultats biens meilleurs. Une goélette de 75 tonnes est victime de ses canons de pont le 10 janvier, et deux jours plus tard, Grenadier aperçoit un petit pétrolier avec une barge en remorque. Jugeant que la cible ne valait pas une torpille, il se glissa silencieusement dans la colonne derrière les deux navires japonais. Au crépuscule, il fit surface. À l'aide de jumelles attachées aux canons du pont comme viseurs, il ratisse le pétrolier et la barge en les coulant immédiatement. Le reste de sa patrouille, le long de la côte de Bornéo à travers des eaux peu profondes, est entravé par des pannes de fathomètre. Il mène une attaque infructueuses contre deux cargos le 22 janvier.

### Naufrage
Le sous-marin quitte l'Australie le 20 mars pour sa dernière patrouille de guerre et se dirige vers le détroit de Malacca, passerelle entre les océans Pacifique et Indien. Patrouillant le long des côtes malaises et thaïlandaises, Grenadier revendique un petit cargo coulé au large de l'île de Phuket le 6 avril. Le Grenadier opère dans la région et tard dans la nuit du 20 avril 1943, il aperçoit deux navires marchands et se rapproche en vue d'une attaque. Naviguant en surface à l'aube du 21 avril, le sous-marin est repéré par un avion japonais. Alors que le sous-marin entame un plongeon, des bombes secouent le Grenadier et l'inclinent de plus de 15 à 20 degrés. L'alimentation et les lumières tombent en panne, laissant le navire à la merci de l'ennemi à 82 mètres de profondeur. Alors que des réparations sont initiées, un violent incendie se déclenche dans la salle de manœuvre.
Après 13 heures sur le fond, le Grenadier réussit à faire surface après la tombée de la nuit pour dégager le bateau de la fumée et inspecter les dommages. Les dommages à son système de propulsion s'avèrent irréparables. Tentant de rapprocher son navire du rivage afin que l'équipage puisse le saborder et s'échapper dans la jungle, le commandant Fitzgerald a même tenté de gréer une voile. Mais l'objectif de la nuit s'est avéré vain.
Le 22 avril 1943, à l'aube, l'équipage fatigué du Grenadier aperçoit deux navires japonais s'approchant. Le capitaine jugeant inopportun de faire une plongée stationnaire dans 280 pieds d'eau sans électricité, l'équipage commence à brûler des documents confidentiels avant d'abandonner le navire.
Alors qu'un avion japonais attaque le sous-marin dont le destin est scellé, le Grenadier riposte avec ses mitrailleuses et prétend l'avoir touché lors du deuxième passage. Lorsque l'avion endommagé tente une énième attaque, il lâche une torpille atterrissant à environ 200 mètres de lui.
Le 22 avril 1943 au matin, ce qui semblait être un destroyer est en fait un navire marchand de 1 800 tonnes, accompagné d'un navire d'escorte sont aperçus à l'horizon, tandis qu'un autre avion ennemi est chassé par des tirs. Au large de Phuket, le capitaine décide de saborder le sous-marin qui coula peu après.

#### Destin de l'équipage
Par la suite, huit officiers et 68 hommes sont secourus par le navire marchand japonais et transportés à Penang, où ils sont faits prisonniers de guerre. En captivité, ils sont interrogés, battus et affamés avant d'être envoyés dans d'autres camps de prisonniers de guerre. L'équipage est séparé et transféré de camp en camp sur la péninsule malaise puis transféré au Japon. Le 27 novembre 1943, les premières nouvelles de l'équipage du Grenadier atteignent l'Australie. Malgré leur traitement brutal, 74 membres de l'équipage du Grenadier sauf quatre ont survécu deux ans en tant que prisonniers de guerre et ont été libérés à la fin de la guerre du Pacifique.
Quatre membres d'équipage sont morts en captivité au camp de Fukuoka :
- Charles F. Linder est décédé le 21 février 1944 d'une pneumonie.
- Charles Doyle est décédé le 12 avril 1944 d'une pneumonie.
- George W. Snyder, Jr. est décédé le 23 septembre 1944 d'une entérite chronique et d'une pneumonie aiguë.
- Justiniano G. Guico est décédé le 4 février 1945 d'une pneumonie.

Les prisonniers passaient la plupart de leur temps enfermés dans de petites salles de classe et des cellules dans un couvent en Malaisie et connaissaient la faim et des traitements extrêmement durs. Les hommes ont gravé leurs noms sur deux pans de mur et sur l'une des portes en bois. Le membre d'équipage Thomas R. Courtney décrivit le séjour de deux ans en captivité comme un « enfer vivant ».
En 1982, les membres d'équipage survivants ont commencé à envoyer de l'argent au couvent pour leur rendre hommage. Le membre d'équipage Robert W. Palmer écrivit à la présidente du conseil scolaire, la sœur Francis de Salès. Elle lui répondit : « Pendant de nombreuses années, 'l'écriture sur le mur' que nous considérons avec tant de respect était, dans une certaine mesure, entourée de mystère. Tout ce que nous savions, c'est que ces braves hommes faisaient partie de l'équipage d'un sous-marin américain, qui a subi de cruelles tortures sur notre local aux mains des Japonais ».

## Décorations
Le Grenadier reçut quatre étoiles de bataille pour son service pendant la Seconde Guerre mondiale.

## Galerie

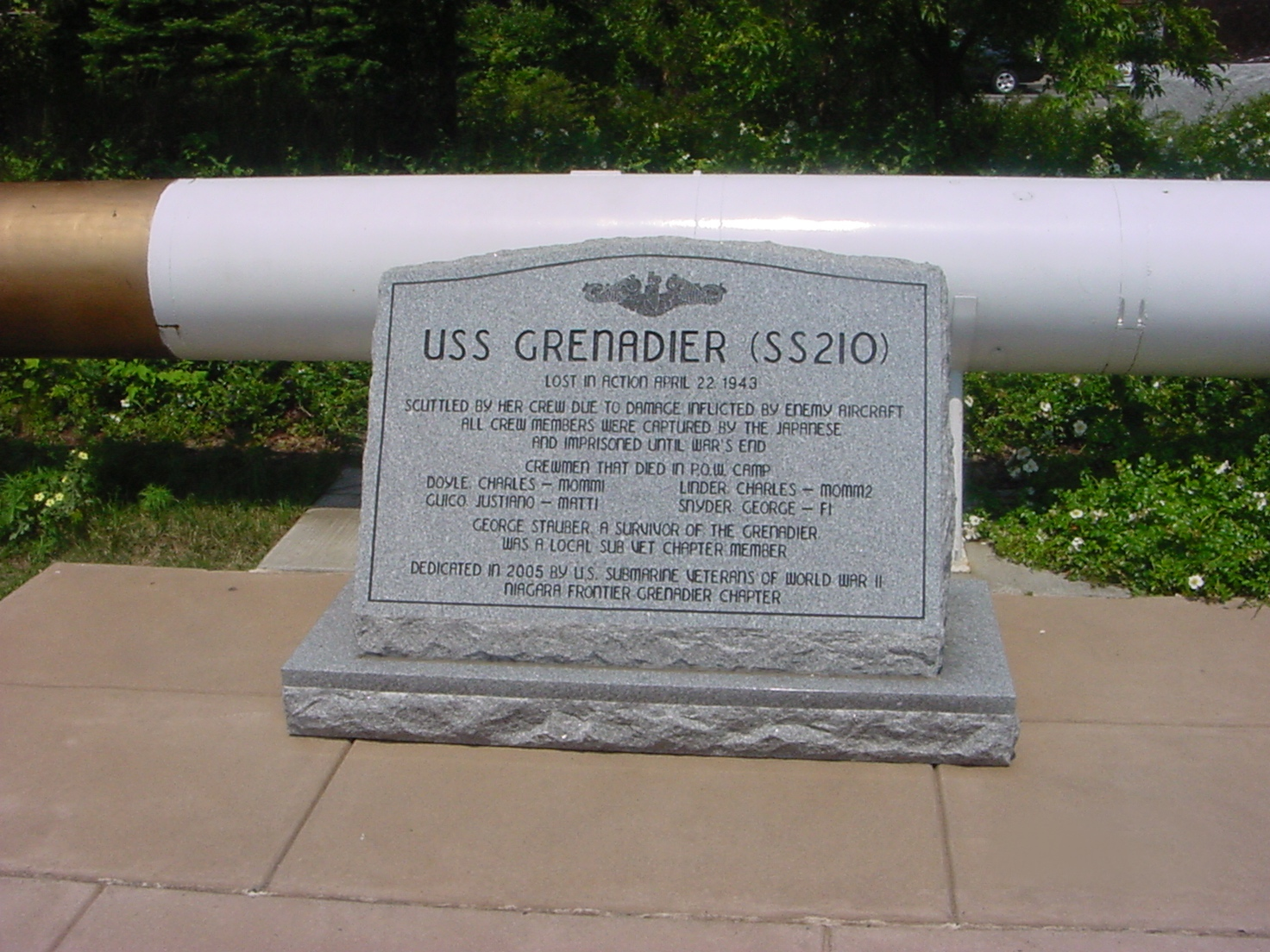
Mémorial de l'USS Grenadier au Buffalo and Erie County Naval & Military Park à Buffalo, New York
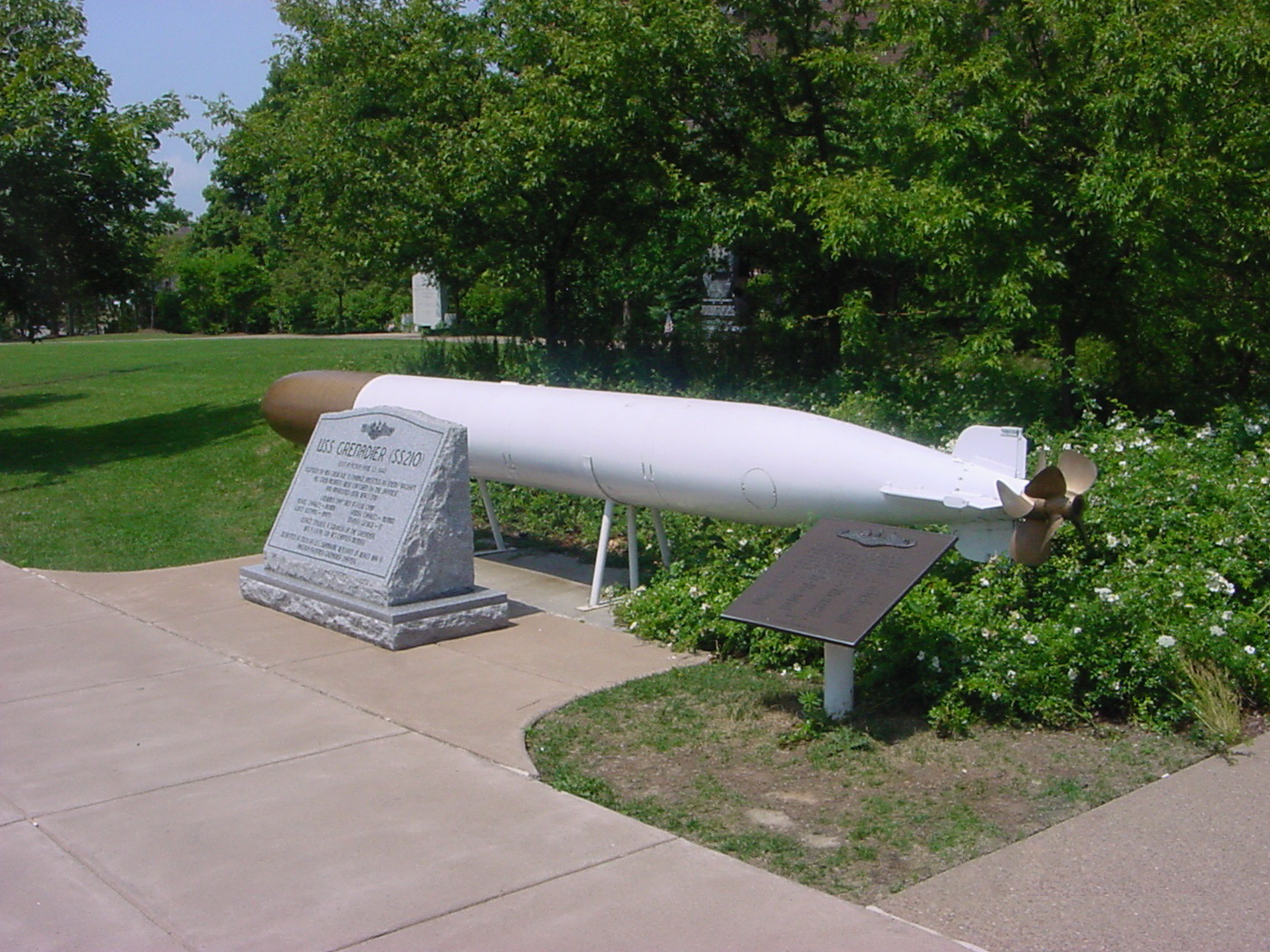
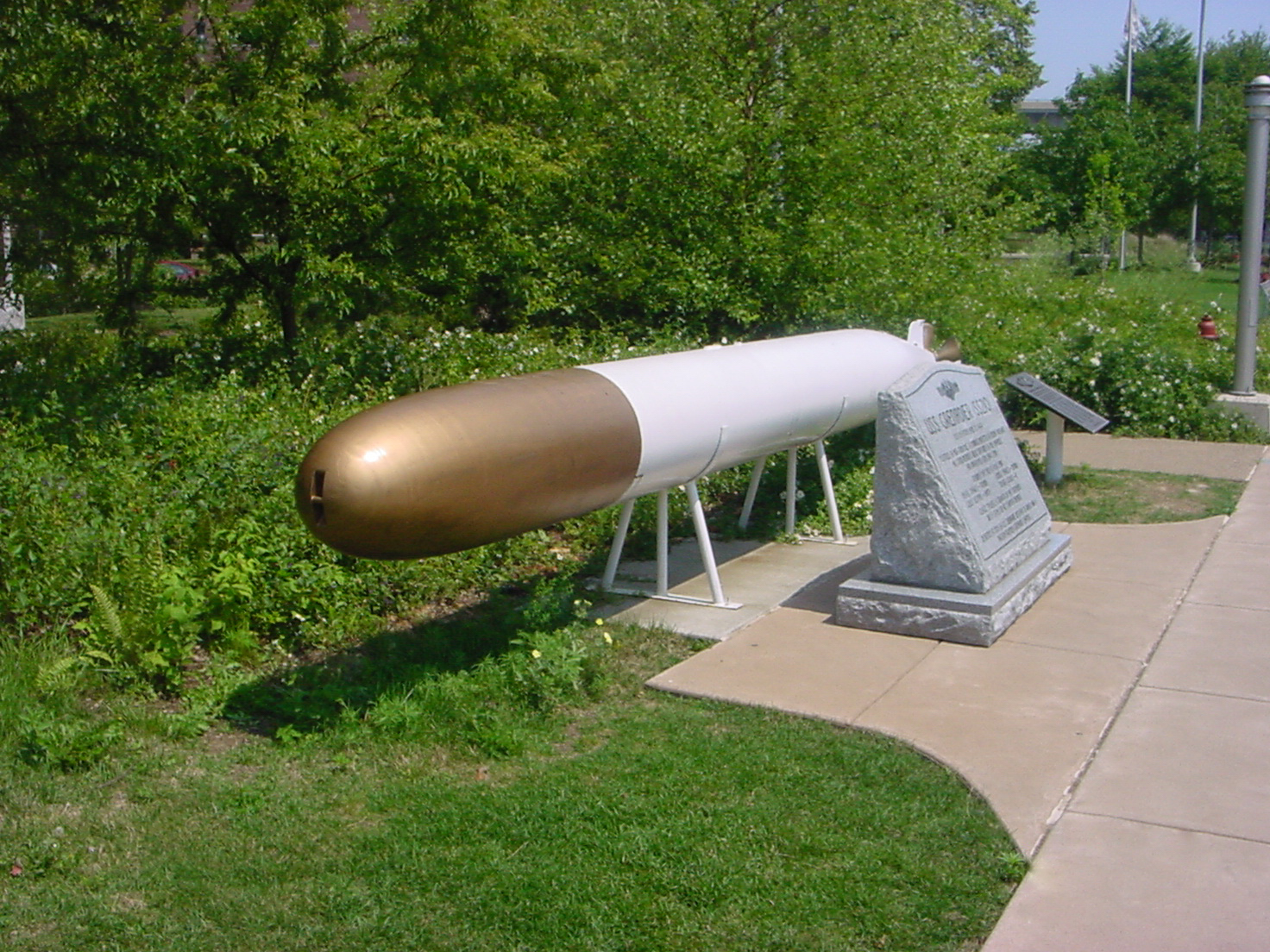

## Découverte de l'épave
Une épave identifiée comme le Grenadier est retrouvée par une équipe de quatre plongeurs — Jean Luc Rivoire, Lance Horowitz, Benoit Laborie et Ben Reymenants — enfoncée à la verticale à environ 80 mètres de profondeur et est en partie couverte de filets de pêche. Annoncée en 2020, la découverte de l'épave s'est déroulée au cours d'une série de plongées dans le cadre d'une expédition de 110 000 $ de six mois commençant en octobre 2019. Les plongeurs ont envoyé leurs découvertes au Naval History and Heritage Command pour vérification ; la confirmation placera l'épave sous la protection du Sunken Military Craft Act.